# Казо, Ипполит
Ипполит Казо (фр. Hippolyte Cazaux; 1770—1846) — французский военный деятель, полковник (1806 год), барон (1813 год), участник революционных и наполеоновских войн.

## Биография
Родился в семье нотариуса Жана Казо (фр. Jean Joseph Cazaux; 1741—1808) и его супруги Катринаы Роша (фр. Catherine Jacquette Rochas; 1742-1815).
22 мая 1788 года поступил на военную службу солдатом Арманьякского пехотного полка (с 1 января 1791 года – 6-й полк линейной пехоты). Сражался в рядах Итальянской армии. 14 сентября 1793 года избран капитаном батальона разведчиков Мёза. 18 сентября 1795 года был ранен пулей в левое бедро в бою за форт Эренбрайтштайн. 8 декабря 1795 года храбро сражался при Майзенхайме, получил сабельный удар в голову и был захвачен в плен.
Получив свободу, 21 декабря 1797 года Казо возвратился во Францию и был зачислен в состав 9-й линейной полубригады, которая дислоцировалась в Италии. Отличился 6 июня 1800 года при штурме моста в Пьяченце, где помог разбить и пленить арьергард противника в составе 80 человек, за что 23 июля 1801 года награждён Первым консулом  Почётной саблей. 23 марта 1803 года был произведён в командиры батальона. 10 сентября 1803 года в Ла Сель-Ле-Борд женился на Марие Шардрон (фр. Marie Renée Françoise Elisabeth Chardron; 1778—1851). 21 ноября 1803 года Казо стал майором и заместителем командира 2-го полка лёгкой пехоты.
16 мая 1806 года был награждён званием полковника, и назначен командиром 18-го полка лёгкой пехоты в составе Армии Далмации. Отличился в Австрийской кампании 1809 года. В сражении 27апреля 1809 года при Оброватцо был тяжело ранен в левую ногу, которую пришлось ампутировать.
5 июля 1809 года был переведён на административную службу и назначен комманданом вооружения 3-го класса. 3 декабря 1809 года получил дотацию в 4000 франков ренты с Рима. 24 января 1811 года получил должность комендантана Дуэ. 25 июня 1811 года назначен полковником-майором Дома инвалидов и сохранил этот пост до 5 марта 1837 года, когда вышел в отставку после 49 лет службы. Умер 21 февраля 1846 года в Париже в возрасте 76 лет, и был похоронен на кладбище Монмартр.

## Воинские звания
- Солдат (22 мая 1788 года);
- Капрал (25 марта 1792 года);
- Капрал-фурьер (1 апреля 1792 года);
- Капитан (14 сентября 1793 года);
- Командир батальона (23 марта 1803 года);
- Майор (21 ноября 1803 года);
- Полковник (16 мая 1806 года).

## Титулы
- Барон Казо и Империи (фр. baron Cazaux et de l'Empire; декрет от 12 марта 1813 года, патент подтверждён 12 апреля 1813 года)[2].

## Награды
- Почётная сабля (23 июля 1801 года)

 Легионер ордена Почётного легиона (24 сентября 1803 года)
 Офицер ордена Почётного легиона (14 июня 1804 года)
 Кавалер военного ордена Святого Людовика (17 октября 1814 года)
 Коммандор ордена Почётного легиона (1 мая 1831 года)